# Wallisianische Sprache
Die wallisianische oder ʻuveanische Sprache (Eigenbezeichnung Fakaʻuvea, französ. wallisien) ist die autochthone Sprache der Inselgruppe Wallis mit der Hauptinsel Uvéa (französ. auch Wallis, wallisian. ʻUvea), die zum französischen Überseeterritorium Wallis und Futuna im Südpazifik gehört.
Das Wallisianische gehört zur kernpolynesischen Gruppe innerhalb des polynesischen Zweiges der austronesischen Sprachfamilie. Es ist verwandt, aber nicht identisch mit dem Futunischen (Eigenbezeichnung Fakafutuna, französ. futunien), der Sprache von Futuna, der zweiten Hauptinsel des Überseegebietes.
Auf Wallis und Futuna wird das Wallisianische von ca. 10.000 der ca. 15.000 Einwohner als Muttersprache gesprochen, die übrigen sind Sprecher des Futunischen und einige hundert französische Muttersprachler überwiegend europäischer Herkunft. Mindestens noch einmal so viele Sprecher gibt es im französischen Überseeterritorium Neukaledonien, wo ca. 18.000 Auswanderer aus Wallis und Futuna leben, die im Allgemeinen ihre Sprachen bewahrt haben.